# 柳寛順 (潜水艦)
柳寬順（ユ・グァンスン、日本語読み：りゅう かんじゅん、朝鮮語：유관순、ラテン文字：Ryu Gwan-sun, SS-078）は、大韓民国海軍の潜水艦。孫元一級潜水艦の6番艦。艦名は20世紀初頭の朝鮮女性独立運動家の柳寛順に由来する。

## 艦歴
「柳寬順」は大宇造船海洋玉浦造船所で2010年に起工し 2015年5月7日に韓民求国防部長官、鄭鎬渉海軍参謀総長、柳寛順の親戚らが出席した。2016年11月就役。